# Attentat de Sayyida Zeinab du 21 février 2016
Pour les articles homonymes, voir attentat de Sayyida Zeinab.
L'attentat de Sayyida Zeinab du 21 février 2016 a lieu lors de la guerre civile syrienne.

## Prélude
La mosquée de Sayyida Zeinab, située au sud de Damas, est un haut lieu de pèlerinage pour les chiites. Lors de la guerre civile syrienne, plusieurs milices chiites, telles que le Hezbollah, le Harakat Hezbollah al-Nujaba, la Saraya al-Khorasani, le régiment de l'imam Hassan al-Mujtaba, et plusieurs autres, sont déployées à Sayyida Zeinab pour protéger le lieu. Une milice irakienne se donne même le nom de régiment « Garant de Zeinab ». La protection de la mosquée est le motif le plus fréquemment invoqué par ces milices, venues d'Irak, d'Iran, du Liban et même d'Afghanistan, pour justifier leurs interventions en Syrie aux côtés des forces de Bachar el-Assad,.
Lors du conflit, Sayyida Zeinab devient la cible d'attentats menés par des groupes salafistes djihadistes. Le 31 janvier 2016, une voiture piégée explose et deux kamikazes actionnent leurs ceintures explosives. Le bilan est d'au moins 45 morts et 110 blessés selon l'agence Sana et revu à la hausse à 71 morts, dont 42 miliciens pro-régime, et 29 civils, dont 5 enfants par l'Observatoire syrien des droits de l'homme (OSDH). L'attaque est revendiquée par l'État islamique,,.

## Déroulement
Le 21 février 2016, Sayyida Zeinab est à nouveau attaquée. Plusieurs explosions ont lieu à 400 mètres du mausolée. La télévision d'État du régime syrien recense trois explosions et affirme que « les attentats ont coïncidé avec la sortie des écoles, tuant plusieurs élèves »,. L'OSDH déclare de son côté : « Il y a eu une voiture piégée et deux kamikazes qui se sont fait exploser. Quant à la quatrième explosion, on ignore s’il s’agissait d’une bombe ou d’une autre voiture piégée ». Dans sa revendication, l'État islamique ne fait quant à lui mention que de deux kamikazes.

## Revendication
L'attaque est revendiquée le jour même par l'État islamique. L'EI revendique également un autre attentat, commis le même jour à Homs et ayant fait 64 morts.

## Bilan humain
Le soir de l'attaque, la télévision d’Etat et l'OSDH donnent un bilan de 120 morts,,. Le bilan de l'OSDH passe ensuite à 134 morts — dont 97 civils, 19 soldats et miliciens des FDN et plusieurs corps non-identifiés — et 180 blessés,,. C'est alors l'attentat le plus meurtrier depuis le début du conflit syrien, dépassant l'attentat de Damas du 10 mai 2012, qui avait fait 112 morts dans le quartier de Qazaz et avait été revendiqué par le Front al-Nosra.